# Игра изменилась
«Игра изменилась» (англ. Game Change) — американский художественный телевизионный фильм, биографическая драма режиссёра Джея Роуча, премьера которой состоялась 10 марта 2012 года на телеканале HBO. Экранизация документального романа «Игра изменилась: Обама и Клинтоны, Маккейн и Пэйлин, а также гонка всей жизни», написанного политическими журналистами Джоном Хейлиманном и Марком Хэлперином. В главной роли губернатора Аляски Сары Пэйлин — Джулианна Мур.
Картина была удостоена одной из основных статуэток премии «Эмми» («Лучший мини-сериал или фильм»), а значительная часть актёрского состава, включая Джулианну Мур, Вуди Харрельсона, Эда Харриса и Сару Полсон, была номинирована за убедительные перевоплощения. Джулианна Мур — единственная, кто получил награду за лучшую женскую роль.

## Сюжет
Фильм построен как флешбек событий 2008 года, которые вспоминает в 2010 году, в ходе интервью, глава предвыборной кампании сенатора Джона Маккейна Стив Шмидт.
Перед началом предвыборной кампании штаб Маккейна лишается кандидата в вице-президенты Джозефа Либермана. Аналитики предлагают неожиданную кандидатуру Сары Пэйлин — губернатора Аляски. Мать пятерых детей, один из которых грудной, может успешнее бороться за голоса женщин. Уже первые ее выступления перед избирателями и телевизионные интервью показывают, что она прекрасная актриса и обладает недюжиной харизмой. Однако быстро выясняется, что Сара совершенно безграмотна в вопросах истории, экономики и политики. Шмидт с изумлением обнаруживает, что будущий вице-президент не знает, что такое ФРС и не отличает войну в Ираке от войны в Афганистане. Сара энергично пытается восполнить пробелы в образовании, но она явно не готова к предвыборным дебатам.
Шмидт решает рискнуть и заставляет Пейлин попросту выучить наизусть ответы на все возможные каверзные вопросы. Дебаты с Джо Байденом проходят неожиданно успешно и рейтинг Пэйлин резко возрастает. Однако Сара, решив, что она является главным действующим лицом кампании, выходит из подчинения. Пожертвования от граждан в штаб поступают главным образом на её имя. Она начинает вести себя не считаясь с остальной командой и не координируя свои действия со Стивом. Сару выводит из себя история со взломом её электронной почты. Попытки нападок на происхождение Барака Обамы аналитики расценивают как крайне неудачный ход.
В результате кампания 2008 года оказывается проиграна. Пост президента США уходит Бараку Обаме. Тем не менее, толпа избирателей чествует Сару Пэйлин наравне с победителями. Возвращаясь в 2010 году к вопросу интервьюера нужно ли было приглашать Пэйлин в штаб Маккейна, Шмидт отвечает, что история не терпит сослагательного наклонения.

## В ролях
Победитель президентской гонки Барак Обама как персонаж в фильме не присутствует, его заменяют архивные кадры.
| Актёр                | Роль            |
| -------------------- | --------------- |
| Джулианна Мур        | Сара Пэйлин     |
| Эд Харрис            | Джон Маккейн    |
| Вуди Харрельсон      | Стив Шмидт      |
| Рон Ливингстон       | Марк Уоллес     |
| Сара Полсон          | Николь Уоллес   |
| Питер Макникол       | Рик Дэвис       |
| Тиффани Торнтон      | Меган Маккейн   |
| Джейми Шеридан       | Марк Солтер     |
| Алекс Хайд-Уайт      | Линдси Грэм     |
| Мелисса Фарман       | Бристол Пэйлин  |
| Брайан Д'Арси Джеймс | Тед Фрэнк       |
| Рейн Прайор          | Анджела         |
| Остин Пендлтон       | Джозеф Либерман |

## Создание и критика
Телеканал HBO заявил о экранизации книги «Игра изменилась» в январе 2010 года. Производство фильма стартовало в феврале 2011 года, режиссёрское кресло занял Джей Роуч, ранее снявший нашумевший телефильм «Пересчёт». Большая часть фильма снималась в городе Балтимор, штат Мэриленд.
Фильм был положительно воспринят большинством мировых кинокритиков, которые отмечали успешное возвращение Джея Роуча в политическое кино:
Дэвид Хинкли из The New York Daily News писал, что «Джулианна Мур ещё более убедительна в роли Сары Пэйлин, чем Тина Фей (выигравшая премию „Эмми“ за пародию на Пэйлин в телешоу „Субботним вечером в прямом эфире“)», а репортёр журнала The Hollywood Reporter Тим Гудман заявил, что «фильм четко разъясняет вопрос, является ли Сара Пэйлин психически неуравновешенной … Джулианна Мур — невероятна (и скорее всего, выиграет „Эмми“)».

### Отзывы политиков
Сама Сара Пэйлин составила мнение о фильме исключительно по трейлеру, заявив, что «голливудская ложь остаётся голливудской ложью». Её поддержал и Джон Маккейн, вместе с которым они обсудили картину.
Несмотря на это, Стиву Шмидту фильм пришёлся по душе:

Это было сюрреалистичное изображение меня [речь идёт об актёре Вуди Харрельсоне]. Десять недель президентской кампании уплотнили в двухчасовой фильм. Но, несмотря на это, он рассказывает всю правду. Это реальная история того, что тогда произошло.— Стив Шмидт, 
Николь Уоллес, президент предвыборного штаба Пэйлин, подтвердила слова Шмидта и сказала, что «находит фильм высокодостоверным. Картина поймала тот дух и эмоции президентской кампании настолько, что заставила меня ёрзать на стуле».

## Награды и номинации
- 2012 — номинация на премию Ассоциации телекритиков США за выдающееся достижение в телефильме.
- 2012 — «Золотая нимфа» за лучшую мужскую роль (Вуди Харрельсон) на Телевизионном фестивале в Монте-Карло и четыре номинации: лучший телефильм, лучший режиссёр (Джей Роуч), лучшая мужская роль (Эд Харрис), лучшая женская роль (Джулианна Мур).
- 2012 — 5 премий «Эмми»: лучший мини-сериал или телефильм, лучшая режиссёрская работа (Джей Роуч), лучшая актриса (Джулианна Мур), лучший сценарий (Дэнни Стронг) и лучший кастинг, а также 7 номинаций: лучший актёр (Вуди Харрельсон), лучший актёр второго плана (Эд Харрис), лучшая актриса второго плана (Сара Полсон), лучшая операторская работа (Джим Денолт), лучшая музыка (Теодор Шапиро), лучший монтаж, лучшее сведение звука.
- 2013 — премия Премия Гильдии киноактёров США: лучшая актриса в мини-сериале или телефильме (Джулианна Мур); 2 номинации в категории «лучший актёр в мини-сериале или телефильме» (Вуди Харрельсон и Эд Харрис),
- 2013 — 3 премии «Золотой глобус»: лучший мини-сериал или телефильм, лучшая женская роль в мини-сериале или телефильме (Джулианна Мур), лучшая мужская роль второго плана в телесериале, мини-сериале или телефильме (Эд Харрис); 1 номинация в категории «лучшая мужская роль в мини-сериале или телефильме» (Вуди Харрельсон).